# Flatholmen (Fjell)
Pour les articles homonymes, voir Flatholmen (homonymie).
Flatholmen est une île dans le landskap Sunnhordland du comté de Vestland. Elle appartient administrativement à Øygarden.

## Géographie
Rocheuse et couverte d'arbres, elle s'étend sur environ 134 m de longueur pour une largeur approximative de 106 m.